# Adjektivfrase
En adjektivfrase (adjektivsyntagme) er en frase der består af et tillægsord eller en kompleks frase med flere ord hvor et tillægsord er kernen.

## Dansk
På danske består den almindeligste adjektivfrase blot at et tillægsord som indgår i en nominalfrase, fx
en stor bil
hvor stor er tillægsordet og hele adjektivfrasen.
Et gradsbiord kan foranstilles tillægsordet i adjektivfrasen
en temmelig hurtig bil
hvor temmelig hurtig er adjektivfrasen.
Der kan være flere biord i en biordsfrase foran tillægsordet:
en næsten helt tom flaske
Adjektivfrasen kan også stå som prædikativ:
drengene er meget dygtige
På dansk er biordet nok specielt derved at det står efter tillægsordet til adjektivfrasen:
Han er gammel nok.
Der er visse adjektivfraser der ikke kan stå foran navneordet, men skal stå efter fx ked af det.
Pigen er ked af det.
*Den ked af det pige.